# Ekskogen, Vallentuna kommun
Ekskogen är sedan 2015 en tätort i Kårsta socken i Vallentuna kommun. 
Orten har en station, Ekskogens station, på Roslagsbanan.
Ekskogen omges av ett lapptäcke av skogar och odlad åkermark. Genom Ekskogen rinner Lillån.

## Historia
Historiskt fanns i Ekskogen ett tegelbruk. Många barn från Ekskogen går i skola i det närbelägna Kårsta.

### Befolkningsutveckling
| Befolkningsutvecklingen i Ekskogen 1990–2020            | Befolkningsutvecklingen i Ekskogen 1990–2020 | Befolkningsutvecklingen i Ekskogen 1990–2020 | Befolkningsutvecklingen i Ekskogen 1990–2020 | Befolkningsutvecklingen i Ekskogen 1990–2020 |
| ------------------------------------------------------- | -------------------------------------------- | -------------------------------------------- | -------------------------------------------- | -------------------------------------------- |
|                                                         |                                              |                                              |                                              |                                              |
| År                                                      |                                              |                                              | Folkmängd                                    | Areal (ha)                                   |
| 1990                                                    | 1990                                         |                                              | 156                                          | 14#                                          |
| 1995                                                    | 1995                                         |                                              | 176                                          | 21#                                          |
| 2000                                                    | 2000                                         |                                              | 191                                          | 21#                                          |
| 2005                                                    | 2005                                         |                                              | 185                                          | 21#                                          |
| 2010                                                    | 2010                                         |                                              | 177                                          | 21#                                          |
| 2015                                                    | 2015                                         |                                              | 277                                          | 60                                           |
| 2020                                                    | 2020                                         |                                              | 263                                          | 61                                           |
| Anm.: Småorten ombildad till tätort 2015. # Som småort. |                                              |                                              |                                              |                                              |

På grund av förändrat dataunderlag hos Statistiska centralbyrån så är småortsavgränsningarna 1990 och 1995 inte jämförbara. Befolkningen den 31 december 1990 var 181 invånare inom det område som småorten omfattade 1995.

## Samhället
I Ekskogen finns en bygdegård, och Ekskogen har egen hållplats på Roslagsbanans linje Kårsta station - Stockholms östra.

## Ekskogen på film
Stationsområdet har använts vid flera filminspelningar, bland annat vid inspelningen av filmen Tänk, om jag gifter mig med prästen, mest känd genom Viveca Lindfors i rollen som lärarinna på landsbygden.

## Kända personer från orten
Diktaren Bruno K Öijer bodde i Ekskogen mellan åren 1976 och 1980.